# Leo Prijs
Leo Prijs (geboren 27. Juni 1920 in Breslau; gestorben 19. Juli 1998 in London) war ein deutscher Judaist.

## Leben
Leo Prijs war ein Sohn des Rabbiners Joseph Prijs (1889–1956) und der Bella Horowitz (1886–1975), er hatte drei Geschwister. Die Familie floh 1933 in die Schweiz, zwei Schwestern seines Vaters wurden Opfer des Holocaust. Er lebte ab 1953 in den USA, ab 1955 in Israel, wo er an der Bar-Ilan-Universität lehrte, ab 1960 in der Bundesrepublik Deutschland. Er war ab 1964 Privatdozent für Judaistik an der Ludwig-Maximilians-Universität in München, ab 1970 außerplanmäßiger Professor und von 1978 bis 1985 Ordinarius. Ab 1987 lebte er in London.

## Schriften

### Als Autor
- Jüdische Tradition in der Septuaginta. Brill, Leiden 1948.
- Die grammatikalische Terminologie des Abraham Ibn Esra. Sepher-Verlag, Basel 1950.
- Die jüdische Religion. Eine Einführung. Pfeiffer, München 1977, ISBN 3-7904-0237-0.
- Die Welt des Judentums. Religion, Geschichte, Lebensweise. C.H. Beck, München 1982, ISBN 3-406-08461-3.
- Worte zum Sabbat. Über die jüdische Religion. C.H. Beck, München 1990, ISBN 3-406-34011-3.

### Als Herausgeber
- Hauptwerke der hebräischen Literatur. Einzeldarstellungen und Interpretationen von Bibel und Talmud bis zur zionistischen Moderne. Kindler, München 1978, ISBN 3-463-00717-7.
- Lachen und Überleben. Echt jüdische Witze. Herder, Freiburg im Breisgau 1984, ISBN 3-451-08126-1.